# Gmina Gazi Baba
Gmina Gazi Baba (mac. Општина Гази Баба) – gmina tworząca jednostkę administracyjną Wielkie Skopje, będąca częścią skopijskiego regionu statystycznego (скопски регион).

## Demografia
Według spisu z 2002 roku gminę zamieszkiwało 72 617 osób. Pod względem narodowości większość mieszkańców stanowią Macedończycy (73,67%), a wśród mniejszości narodowych największą grupę tworzą Albańczycy (17,21%), pozostali zaś (9,12%).
W skład gminy wchodzi:
- 13 osiedli: Brńarci, Bułaczani, Creszewo, Goce Dełczew, Idrizowo,  Indżikowo, Jurumleri, Rasztak, Singelicz, Smiłikowci, Stajkowci, Straczinci, Trubarewo.